# Dar Thameur

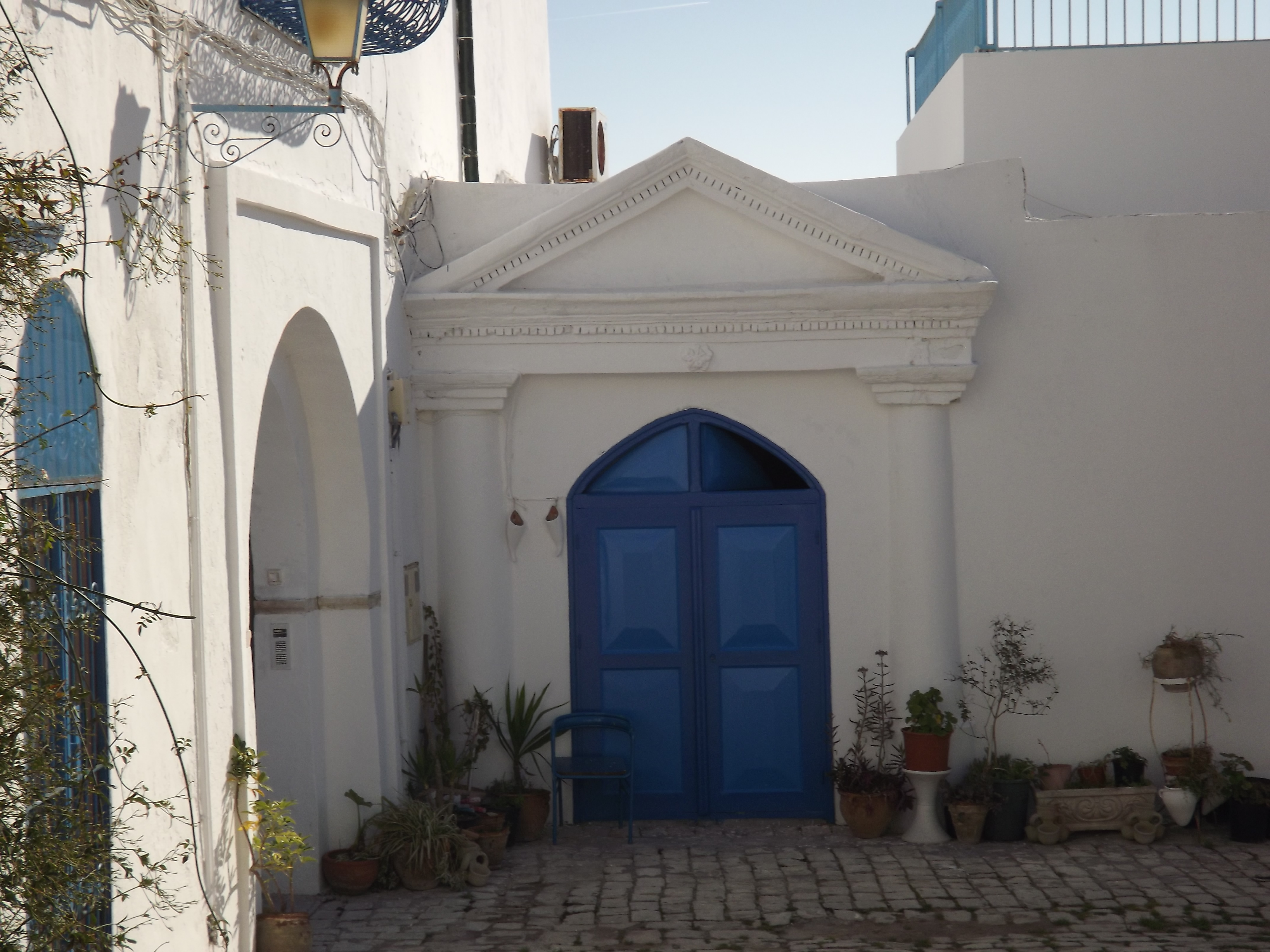
Entrepôt (makhzen) du Dar Thameur

Le Dar Thameur est une demeure située dans le village de Sidi Bou Saïd en Tunisie.

## Histoire
Demeure estivale du prince Mahmoud Bey, elle vendue à la famille Thameur au milieu du XIXe siècle. Depuis, elle porte le nom de cette famille.